# Victor Perowne
Sir John Victor Thomas Woolrych Tait Perowne, KCMG, KStJ, FSA (* 30. Juli 1897; † 8. Januar 1951 in Rom) war ein britischer Diplomat, der unter anderem von 1947 bis 1951 Gesandter beim Heiligen Stuhl war.

## Leben
John Victor Thomas Woolrych Tait Perowne war ein Sohn von Oberst John Thomas Woolrych Perowne und dessen Ehefrau Edith Marione Browne. Einer seiner jüngeren Brüder war Generalmajor Lancelot Perowne. Sein Großvater väterlicherseits war der anglikanische Geistliche John Perowne, der zwischen 1891 und 1901 Bischof von Worcester war. Sein Onkel Arthur Perowne war ebenfalls anglikanischer Geistlicher und zunächst zwischen 1920 und 1931 Bischof von Bradford sowie danach von 1931 bis 1941 wie bereits sein Vater Bischof von Worcester. Dessen Sohn, sein Cousin, war der Diplomat und Historiker Stewart Perowne, der mit der Forschungsreisenden und Reiseschriftstellerin Freya Madeline Stark verheiratet war. Er selbst absolvierte nach dem Besuch des renommierten Eton Colleges ein Studium am Corpus Christi College der University of Cambridge. Während seines Studiums absolvierte er zudem eine Offiziersausbildung im Officers’ Training Corps (OTC) der Universität. Während des Ersten Weltkrieges diente er im Garderegiment Scots Guards und wurde am 13. April 1916 zum Leutnant (Second Lieutenant) befördert. Er verfasste für die im November 1917 erschienenen Anthologie The Muse in Arms, eine Sammlung von Kriegsgedichten, das Poem „The Dirge“.
Nach Kriegsende trat Perowne in den diplomatischen Dienst (HM Foreign Service) des Außenministeriums (Foreign Office) ein und fand in den folgenden Jahren Verwendungen im Ministerium sowie an den Auslandsvertretungen in Spanien, Portugal, Dänemark und Frankreich. Dabei wurde er am 21. Mai 1920 zum Dritten Sekretär (Third Secretary) sowie am 1. Januar 1923 zum Zweiten Sekretär (Second Secretary) befördert. Am 19. Dezember 1928 wurde er Commander des Orders of Saint John (CStJ). Am 1. November 1932 erfolgte seine Beförderung zum Ersten Sekretär (First Secretary) sowie am 19. Juni 1936 seine Erhebung zum Knight of Grace des Order of Saint John (KGStJ).
Nachdem Victor Perowne am 1. April 1941 zum kommissarischen Botschaftsrat (Acting Counsellor of Embassy) ernannt worden war, übernahm er zwischen 1941 und 1947 im Außenministerium den Posten als Leiter des Referats Südamerika (Head of South American Department). Für seine dortigen Verdienste wurde er am 1. Januar 1944 Companion des Order of St Michael and St George (CMG). Zugleich wurde er am 2. Januar 1944 zum Botschaftsrat befördert, wobei die Beförderung rückwirkend zum 1. April 1943 erfolgte. Er wurde am 4. Juni 1947 Nachfolger von Francis D’Arcy Godolphin Osborne Gesandter beim Heiligen Stuhl und verblieb auf diesem Posten bis zu seinem Tode am 8. Januar 1951, woraufhin Sir Walter Roberts seine Nachfolge antrat. Für seine Verdienste wurde er am 8. Juni 1950 zum Knight Commander des Orders of St Michael and St George (KCMG) geschlagen und führte seither den Namenszusatz „Sir“.
Perowne, der auch Knight of Justice des Orders of Saint John (KStJ) sowie Fellow der Society of Antiquaries of London (FSA) war, heiratete am 1. Juni 1933 Agatha Violet Beaumont (1903–1994), die jüngste Tochter des Politikers Wentworth Beaumont, 1. Viscount Allendale und dessen Ehefrau Lady Alexandrina Louise Maud Vane-Tempest, eine Tochter des Politikers George Vane-Tempest, 5. Marquess of Londonderry. Aus dieser Ehe gingen die beiden Kinder Rachel Penelope Perowne (1938–1940) und John Florian Canning Perowne (1942–2000) hervor.